# Podprefektura Kumage
Podprefektura Kumage (jap. 熊毛支庁 Kumage-shichō) – podprefektura w Japonii, w prefekturze Kagoshima. Została założona w 1926 roku.
W skład podprefektury wchodzą miasta:
- Nishinoomote
- Nakatane
- Minamitane
- Yakushima